# Carl Johan Slotte
Pour les articles homonymes, voir Slotte.
Carl Johan Slotte, né le 20 janvier 1827 à Nedervetil et mort le 5 novembre 1903 à Nedervetil, est un agriculteur et homme politique finlandais.

## Biographie
Carl Johan Slotte naît le 20 janvier 1827 à Nedervetil. En tant qu'agriculteur, il est un pionnier dans l'acquisition de nouvelles machines efficaces qui facilitent le travail.
Il est le représentant du domaine paysan dans tous les parlements de 1863 à 1900 et le dernier président suédophone du domaine. Il est évincé après avoir critiqué le régime russe dans son discours inaugural en 1891. La majorité des langues des domaines avaient changé, mais, par souci d'équité et de fait, il gagne également le soutien des locuteurs du finnois.
Il meurt le 5 novembre 1903.